# Eotmantsoius perseverans
Eotmantsoius perseverans è un mammifero estinto, appartenente ai macroscelidi. Visse tra l'Eocene medio e l'Eocene superiore (circa 40-35 milioni di anni fa) e i suoi resti fossili sono stati ritrovati in Africa.

## Descrizione
Questo animale è noto per un singolo dente, ed è quindi impossibile ipotizzarne l'aspetto generale. Dal raffronto con animali simili, come Herodotius, si suppone che fosse un piccolo insettivoro simile a un sengi attuale. Il dente era caratterizzato da una corona bassa, conuli isolati e dalla mancanza di preprotocrista e prehypocrista, tutte caratteristiche arcaiche nell'ambito dei macroscelidi. Eotmantsoius, tuttavia, era dotato di caratteristiche derivate, come la presenza di un entostilo, un pericono, un cingolo mesiale più corto rispetto all'affine Chambius e valli intercuspidali più grandi rispetto a quelle del genere precedente.

## Classificazione
Eotmantsoius è un genere di incerta classificazione all'interno dei macroscelidi. Alcune caratteristiche arcaiche fanno supporre che fosse più basale rispetto a Chambius dell'Eocene inferiore, mentre altre caratteristiche derivate indicano un certo grado di specializzazione. In ogni caso, Eotmantsoius è comunemente ascritto agli Herodotiidae, il clade più basale dei macroscelidi. 
Eotmantsoius perseverans venne descritto per la prima volta nel 2012, sulla base di un singolo molare rinvenuto nel giacimento di Dur At-Talah, in Libia; nello stesso giacimento sono stati rinvenuti i fossili di un genere affine e più derivato, Nementchatherium. 